# 须弥香青
须弥香青（学名：[Anaphalis royleana] 错误：{{Lang}}：文本有斜体标记（帮助）），又叫能高籟簫，是菊科香青属的植物。分布在喜马拉雅地区西北部等地，目前尚未由人工引种栽培。